# Labigastera forcipata
Labigastera forcipata är en tvåvingeart som först beskrevs av Johann Wilhelm Meigen 1824.  Labigastera forcipata ingår i släktet Labigastera och familjen parasitflugor. Inga underarter finns listade i Catalogue of Life.